# Habrodesmus llaguenicus
Habrodesmus llaguenicus är en mångfotingart som beskrevs av Kraus 1954. Habrodesmus llaguenicus ingår i släktet Habrodesmus och familjen orangeridubbelfotingar. Inga underarter finns listade i Catalogue of Life.